# Joseph von Brusselle
Joseph von Brusselle, auch Brüsselle, vollständig Joseph Theodor Alexander Freiherr von Brusselle-Schaubeck (* 26. November 1808 in  Biberach an der Riß ; † 8. August 1862 auf Burg Schaubeck) war ein deutscher Offizier, Gutsbesitzer und Abgeordneter.

## Leben
Joseph von Brusselle entstammte dem württembergischen Adelsgeschlecht von Brusselle. Er war ein Sohn des Generalmajors Felix Christian August von Brusselle (1773–1846), der 1829 in den württembergischen Freiherrnstand erhoben wurde, und dessen Frau Sophie, geb. Freiin Rau von und zu Holzhausen (1774–1832). Sein jüngerer Bruder Felix (1811–1877) wurde österreichischer Offizier, zuletzt Oberst und Regimentskommandant des Kürassier-Regiments Nr. 1.
Wie sein Bruder trat Joseph trat in den österreichischen Militärdienst und wurde Kavallerie-Offizier. 1838 war er Rittmeister im (1.) Galizischen Dragoner-Regiment, dem späteren k.u.k. Ulanenregiment „Kaiser Joseph II.“ Nr. 6.

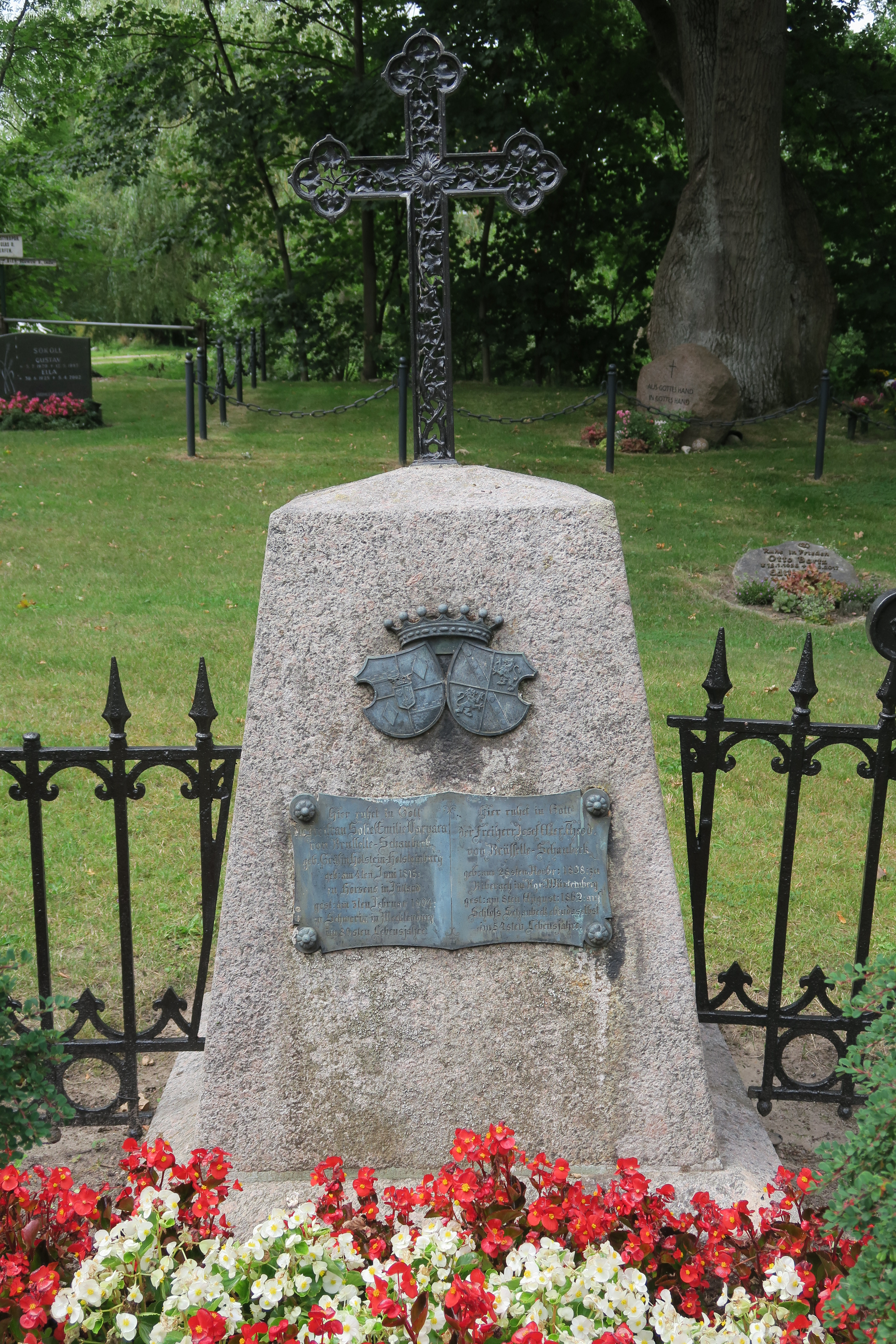
Grab

1838 heiratete er in Stuttgart Sophia Emilia Varvara von Holstein (1815–1904), Tochter von Graf Christian Detlef von Holstein-Holsteinborg (1775–1855) und dessen Frau Sophie Emilie Dorothea, geb. von Buchwald (1798–1851) auf Basthorst. Das Paar hatte zwei Söhne, Felix (1840–1922) und Otto (1843–1924) sowie zwei Töchter, Agnes (1839–1920) und Therese (1844–1919). Die beiden ältesten Kinder wurde in der ungarischen Garnisonsstadt Totis geboren. 1843 schied er aus dem Militärdienst aus, um sich ganz der Verwaltung von Gut Basthorst zu widmen. Er sorgte für verschiedene Verbesserungen in der Landwirtschaft des Gutes:  Feuchtstellen wurden entwässert, eine neue Schafherde angeschafft, am Vogelberg entstand ein Wohnhaus für sechs Gutsarbeiter-Familien. Die alten Brau- und Brennrechte wurden 1859 an den Erbzinsmüller in Hamfelde verpachtet. Als Inhaber des Kirchenpatronats in Basthorst förderte die Familie 1857/58 maßgeblich den Abriss der alten, baufälligen Kirche und den neugotischen Neubau nach Plänen des Architekten C. A. W. Lohmeyer.
1853 erbten die Brüder Joseph und Felix von Brusselle gemeinschaftlich die Herrschaft Schaubeck mit der gleichnamigen Burg, dem Dorf Kleinbottwar sowie Heutingsheim (heute Ortsteil von Freiberg am Neckar). Die Familie nahm daraufhin den Zusatz -Schaubeck in ihren Namen auf. 1856 verkaufte Joseph seine Hälfte an Felix.
Joseph von Brusselles verstarb bei einem Familienbesuch auf Burg Schaubeck. Seine Leiche wurde nach Basthorst zurückgebracht und auf dem Friedhof an der Kirche beigesetzt. Seine Witwe, die ihn um fast 42 Jahre überlebte, verwaltete Basthorst bis 1885, als es der Sohn Otto übernahm.

## Abgeordneter
Als Vertreter seiner Frau, der Besitzerin von Basthorst, gehörte Joseph von Brusselles der Lauenburgischen Ritter- und Landschaft an. Bei den Wahlen 1849 wurde er für die Wählergruppe Ritter- und Landschaft vor März 1848 Abgeordneter der Lauenburgischen Landesversammlung. Die Landesversammlung war das kurzlebige Parlament des Herzogtums Lauenburg innerhalb des Dänischen Gesamtstaates mit Sitz in Ratzeburg. Es vertagte sich im November 1851 und wurde 1853 durch das Landesherrliche Patent vom 20. Dezember 1853 betreffend die innere Verfassung des Herzogtums Lauenburg aufgehoben, das den Sieg der Reaktion festschrieb. An die Stelle der Landesversammlung trat die erneuerte Ritter- und Landschaft mit insgesamt nur noch 15 Vertretern. Joseph von Brusselle wurde als einer der fünf Vertreter aus den Besitzern der bisher landtagsfähigen Güter gewählt und gehörte dem Gremium bis zu seinem Tod an. Sein Nachfolger wurde Carl Stolterfoht (1807–1879) auf Kastorf.